# Smicromorpha keralensis
Smicromorpha keralensis är en stekelart som beskrevs av T.C. Narendran 1979. Smicromorpha keralensis ingår i släktet Smicromorpha och familjen bredlårsteklar. Inga underarter finns listade i Catalogue of Life.